# Giải bóng đá U-19 Quốc tế Báo Thanh Niên
Giải bóng đá U-19 Quốc tế Báo Thanh Niên (tiếng Anh: International U-19 Football Tournament) là giải bóng đá trẻ giao hữu quốc tế do Báo Thanh Niên phối hợp với Liên đoàn bóng đá Việt Nam (VFF) tổ chức. Đây là giải đấu dành cho đội tuyển bóng đá U-19 được lựa chọn từ vòng chung kết Giải bóng đá Vô địch U-19 Quốc gia của Việt Nam cùng với một số đội bóng trẻ trong khu vực.
Đương kim vô địch mùa giải năm 2022 là U-19 Việt Nam.

## Lịch sử
Sau thành công của đội tuyển U-19 Việt Nam với việc lọt vào bán kết Giải vô địch bóng đá U-19 châu Á 2016 và giành vé tham dự Giải vô địch bóng đá U-20 thế giới 2017, báo Thanh Niên đã cùng với VFF thành lập một giải bóng đá quốc tế dành cho lứa tuổi dưới 19 của Việt Nam. Mùa giải đầu tiên được tổ chức vào năm 2017 tại Khánh Hòa với nhà vô địch đầu tiên là U-19 Việt Nam, sau khi đánh bại U-19 Gwangju FC của Hàn Quốc với tỷ số 2–0 trong trận chung kết trên sân vận động 19 tháng 8.
Tại mùa giải 2018, U-19 Việt Nam tiếp tục lên ngôi vô địch với thành tích toàn thắng.

## Các đội bóng tham dự
| - Việt Nam (chủ nhà) - Hoàng Anh Gia Lai: 2017, 2018 - Myanmar: 2017, 2019, 2022 - Đài Bắc Trung Hoa: 2017 - Gwangju: 2017 - Malaysia: 2022 | - FC Seoul: 2018 - Mito Hollyhock: 2018 - Chonburi: 2018 - Thái Lan: 2019, 2022 - Trung Quốc: 2019 |

## Kết quả
| 2017 | U-19 Việt Nam | 2–0         | U-19 Gwangju FC | U-19 Hoàng Anh Gia Lai | 1–1 (4–2 p) | U-19 Myanmar        |
| 2018 | U-19 Việt Nam | N/A         | U-19 FC Seoul   | U-19 Hoàng Anh Gia Lai | N/A         | U-19 Mito HollyHock |
| 2019 | U-19 Việt Nam | 1–0         | U-19 Thái Lan   | U-19 Trung Quốc        | 3–2         | U-19 Myanmar        |
| 2022 | U-19 Việt Nam | 1–1 (4–3 p) | U-19 Malaysia   | U-19 Thái Lan          | 7–3         | U-19 Myanmar        |

## Vua phá lưới
| Năm  | Vua phá lưới      | Đội bóng               | Số bàn thắng |
| ---- | ----------------- | ---------------------- | ------------ |
| 2017 | Win Naing Tun     | U-19 Myanmar           | 3            |
| 2017 | Hein Htet Aung    | U-19 Myanmar           | 3            |
| 2018 | Lê Minh Bình      | U-19 Hoàng Anh Gia Lai | 4            |
| 2019 | Phạm Xuân Tạo     | U-19 Việt Nam          | 3            |
| 2019 | Ma Fuyu           | U-19 Trung Quốc        | 3            |
| 2022 | Nazrin Nasir      | U-19 Malaysia          | 2            |
| 2022 | Thanakrit Laorkai | U-19 Thái Lan          | 2            |
| 2022 | Peeranan Buakai   | U-19 Thái Lan          | 2            |
| 2022 | Kakana Khamyok    | U-19 Thái Lan          | 2            |